# اوشتراو (زاکسونی)
اوشتراو (به آلمانی: Ostrau) یک شهر در آلمان است که در میتل‌زاکسن واقع شده‌است. اوشتراو ۴٬۲۷۳ نفر جمعیت دارد.